# Franck Dubosc

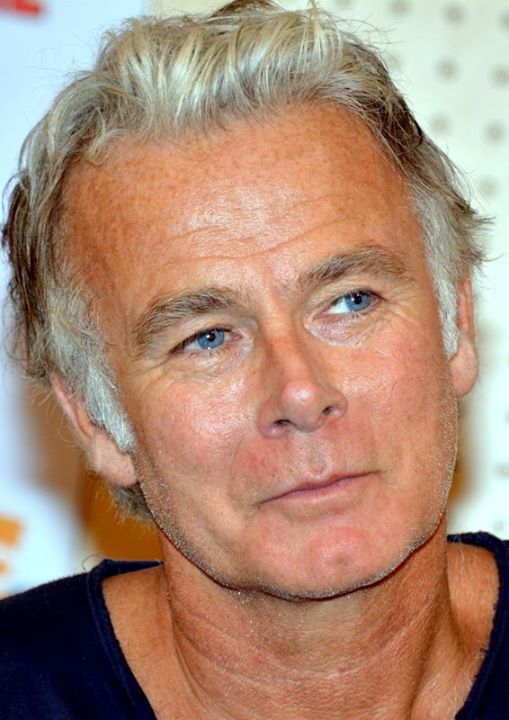
Franck Dubosc in 2013

Franck Dubosc (Frans uitspraak: [fʁɑ̃k dybɔsk]; Le Petit-Quevilly, 7 november 1963) is een Frans cabaretier en acteur.
Sinds 1979 is hij regelmatig te zien in televisieseries en in films. In de jaren tachtig woonde hij enige tijd in het Verenigd Koninkrijk, waar hij een rol heeft gehad in de soapserie Coronation Street. In 1997 begon Dubosc met cabaret en in 1998 voerde hij zijn eerste grote onemanshow op, Du beau, du bon, Dubosc. Als filmacteur brak hij in 2006 door met de film Camping, waarvoor hij zelf het scenario schreef.
Dubosc is getrouwd en heeft twee zoons.
- Biblioteca Nacional de España: XX5573658
- Bibliothèque nationale de France: cb141734005 (data)
- CiNii: DA19645883
- Gemeinsame Normdatei: 141120215
- International Standard Name Identifier: 0000 0001 1497 6117
- Library of Congress Control Number: no2007085893
- MusicBrainz: 7f15636e-b4bb-497e-9d99-b8974782d477
- Nederlandse Thesaurus van Auteursnamen: 422594210
- Réseau des bibliothèques de Suisse occidentale: 02-A009474089
- Système universitaire de documentation: 078075998
- Virtual International Authority File: 120363308
- WorldCat: E39PBJgd37XVCqVGCB83THXmVC